# Луинчис (Удине)
Луинчис је насеље у Италији у округу Удине, региону Фурланија-Јулијска крајина.
Према процени из 2011. у насељу је живело 118 становника. Насеље се налази на надморској висини од 524 м.